# Boven-Leeuwen
Boven-Leeuwen é uma cidade pertencente ao município de West Maas en Waal, na província de Guéldria, nos Países Baixos, e está situada a 9 km ao leste de Tiel.
Em 2001, a cidade tinha 2.160 habitantes e sua área urbana possuía 485 residências em 0.30 km².